# Música de Aragón

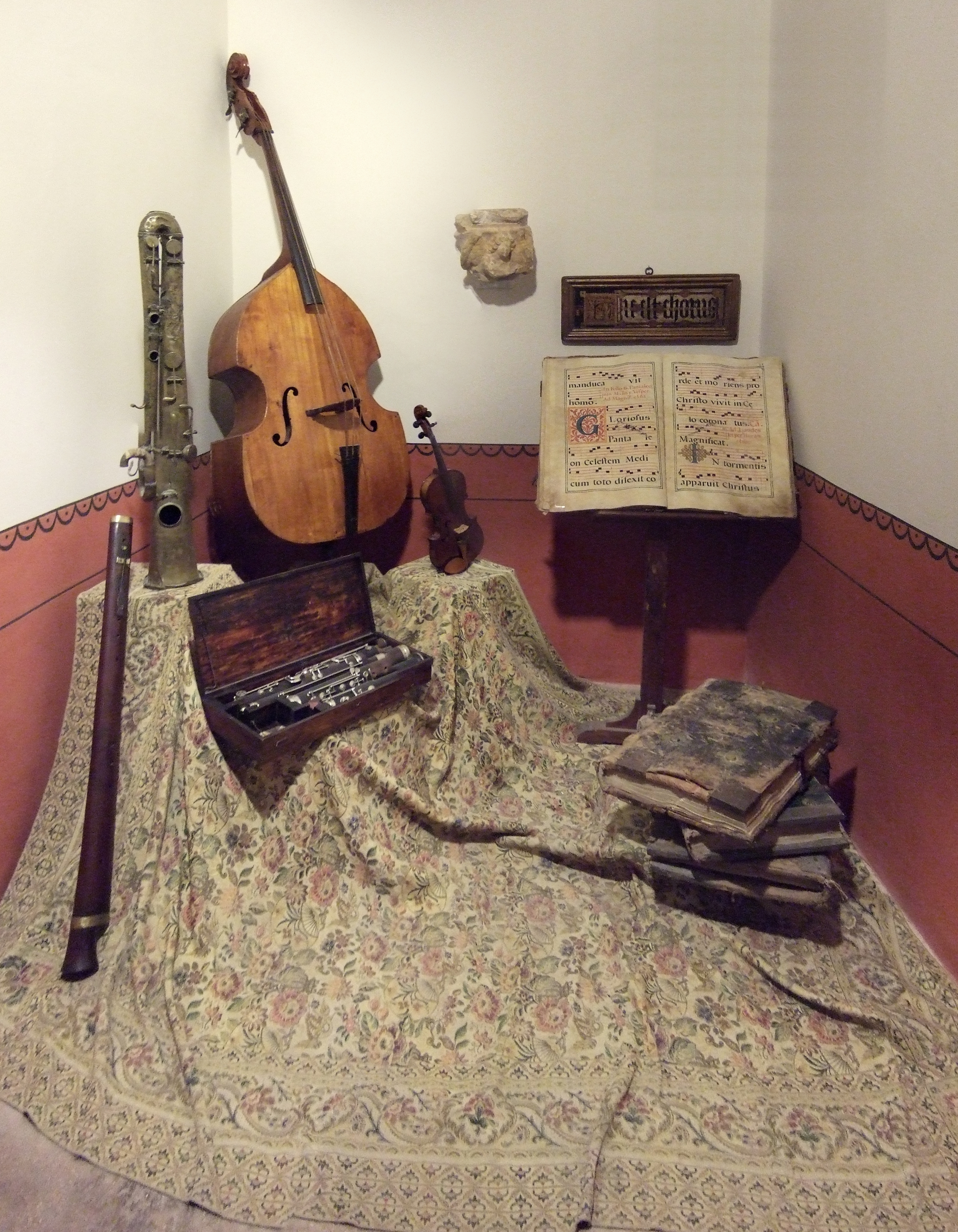
Instrumentos y partituras en el Museo Diocesano de Albarracín.

La música de Aragón, al igual que la realizada en otras regiones de Europa Occidental, se puede dividir en tres grupos, la música culta o clásica, la música folclórica o tradicional y la música moderna popular, a veces llamada pop o rock. Aragón ha dado destacados compositores, intérpretes y cantantes en las tres ramas:
- En la música culta hay que destacar la escuela de polifonía aragonesa de los siglos XVI y XVII, con nombres universales de la talla de Melchor Robledo, Pedro Ruimonte, Sebastián Aguilera de Heredia o fray Manuel Correa. Del siglo XVII también son el genial organista Pablo Bruna, «el ciego de Daroca», y fray Pablo Nasarre y algo posteriores Gaspar Sanz y Francisco Javier García. La decadencia posterior no ha evitado que surgieran voces geniales como las de Miguel Fleta o Pilar Lorengar y pianistas como Pilar Bayona. Zaragoza es además sede de la que quizás sea la institución musical más antigua de España todavía en funcionamiento, el coro de los Infanticos del Pilar, cuyo origen está en el siglo XIII.
- Dentro de la música tradicional, el género que sin duda eclipsa a los demás es la jota aragonesa, cuyo sonido y baile son reconocibles como «aragoneses» en toda España. Pero también existen innumerables otros, como mazurcas, paloteados, villanos, boleros o valses por citar solo algunos ejemplos, con una riqueza tal, que en la Comunidad se cantan en tres lenguas: en castellano, en aragonés y en catalán.
- La música popular aragonesa ha dado algunos de los artistas de más éxito en España e incluso de Europa, como es el caso de Héroes del Silencio en la década de 1990. Además de Héroes, hay que mencionar a Santiago Auserón, líder de Radio Futura, Amaral y Violadores del Verso, quizás el grupo de Hip Hop más importante del país. El movimiento de cantautores, conocido como la Nueva Canción Aragonesa, también tuvo un impacto importante en las décadas de 1970 y 80, destacando el nombre de José Antonio Labordeta.

## Música culta
- Véase también la música en La Seo y en la Basílica del Pilar.

### Inicios

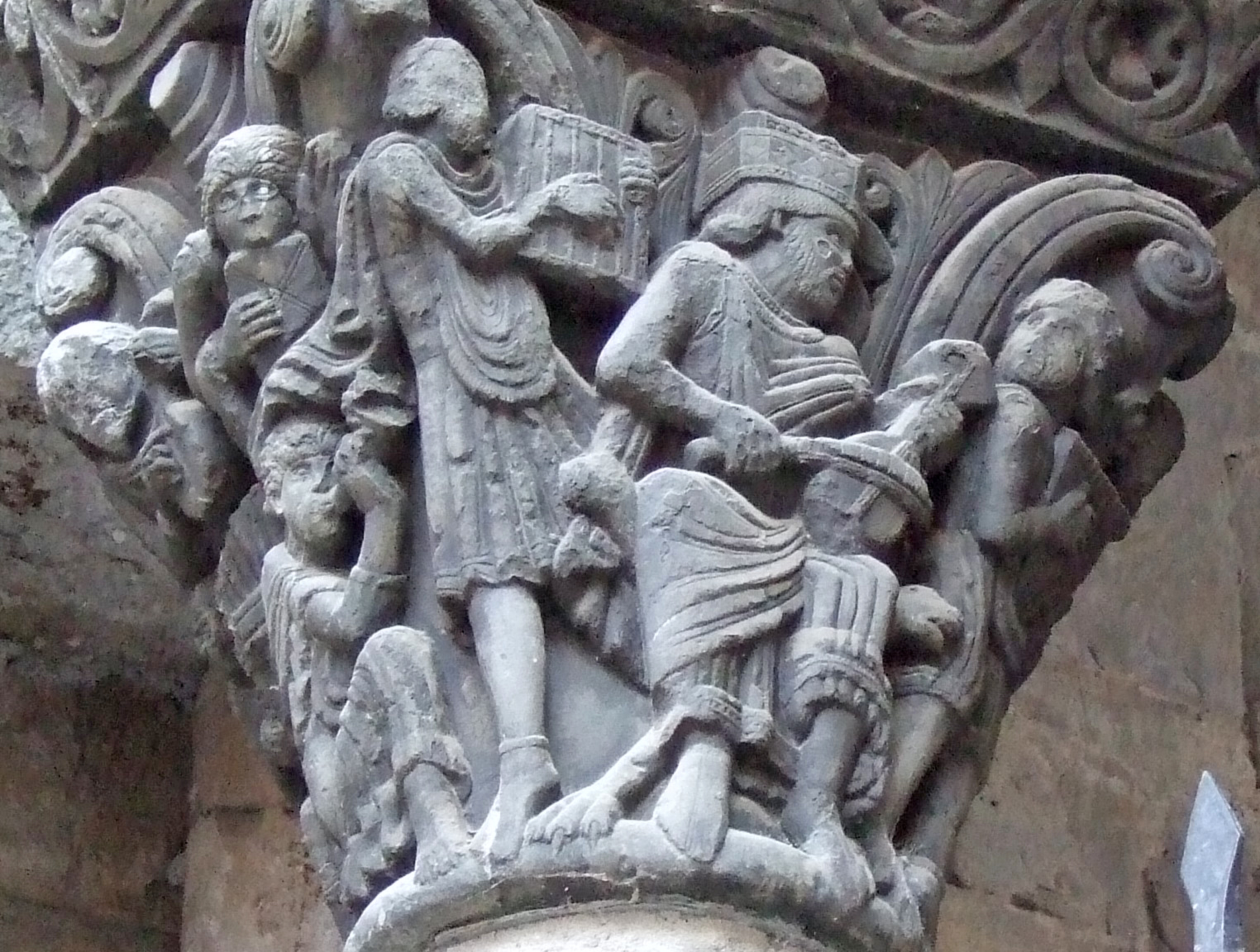
Capitel medieval de la Catedral de Jaca. El capitel muestra al rey David tocando la viola de arco o el rabel, rodeado por diversos músicos.

Se considera que la tradición musical autóctona de Aragón comienza en el siglo XIII, con un manuscrito musical que se encuentra en la Biblioteca Central de Barcelona (Ms. 556). Hasta ese momento la tradición musical aragonesa se subsumía dentro de la tradición musical común de la Corona de Aragón, distinta de la castellana. Este Canto de Pasión del siglo XIII se conserva en un pergamino con el texto de la Pasión y neumas sobre dos líneas, una roja (fa) y una amarilla (do). Permanecen los neumas correspondientes de todos los papeles, Cristo, Turbae, Soliloquentes, a excepción de los del narrador, que solo se han conservado en parte.
A partir de la segunda mitad del siglo XV ya se puede hablar de un carácter propio de la música aragonesa.

### La escuela polifónica aragonesa
Aunque es cierto para cualquier época, las catedrales —Zaragoza, Albarracín, Barbastro, Huesca, Jaca, Tarazona y Teruel— y colegiatas —sobre todo las de Borja y Daroca— tuvieron un papel especialmente importante en la música en Aragón hasta el siglo XVII. Los archivos de las catedrales todavía contienen auténticos tesoros musicales, que incluyen copias de los mejores músicos europeos de su época, lo que demuestra que los músicos aragoneses estaban bien documentados sobre lo que ocurría fuera de las fronteras. 
Cada catedral —incluyendo el Pilar— mantenía un coro de infantes, base del culto religioso, un maestro de capilla, un organista y varios ministriles (instrumentistas). En Huesca, el colegio de infantes está documentado en el siglo XIII y en Zaragoza continúa la tradición hasta nuestros días, en los Infanticos del Pilar. Los infantes, habitualmente hijos de familias de probada religiosidad, eran educados por el maestro de capilla, que convivía con ellos. Los maestros de capilla eran seleccionados en unas rigurosas oposiciones entre los candidatos seleccionados por el cabildo catedralicio.
Una particularidad aragonesa es la exigencia de que el maestro de capilla diera personalmente clases públicas y gratuitas de música, considerada como una de sus funciones más importantes. Así, la escuela catedralicia de canto gregoriano de Huesca se fundó en 1450. Este ejemplo fue seguido por otros, como Jerónimo Muniessa que daba clases públicas de música, creando una agrupación con sus alumnos que actuaba «por la ciudad en cada fiesta por el interese y ganancia que de ellos sacaba». 
La importancia de la música durante esta época se puede ejemplificar en el número de agrupaciones. Hasta el siglo XVII, se cuentan solo en Zaragoza hasta nueve capillas musicales: 
- la Capilla Real de los reyes de Aragón en la capilla de San Martín, en el palacio real de la Aljafería;
- la de los arzobispos de la Casa Real de Aragón, aproximadamente entre los años 1479 a 1530;
- la del Hospital de Nuestra Señora de Gracia;
- la de Jerónimo Muniessa, integrada por jóvenes estudiantes y que actuaba en fiestas privadas de nobles;
- la del Virrey de Aragón, Juan José de Austria, ya en el siglo XVII;
- la del Conde de Guimerá;
- la del Conde de Pavías;
- la del Pilar y
- la de la catedral de la Seo, ambas iniciadas hacia el siglo XVI.

En el índice de profesiones de Zaragoza de 1723 se cuentan 14 músicos, 4 organeros, 4 organistas, dos guitarreros y un escritor de libros de coro. En la provincia de Zaragoza se cuentan más de cien órganos históricos.
Este ambiente musical dio pie a la formación de muchos teóricos, entre los que se cuentan Hurtado de Mendoza, Lucero Clariana, Ferrer y Gonzalo Martínez de Vizcargui. También hubo numerosos impresores musicales, comenzando por los que publicaron el Canto de Pasión, J. Coci, L. Hutz, B. de Nájera, Vidué de Nájera, Lanaja y Quartanet, y siguiendo por Lupo de Appenteger, Mateo Flandro, Agustín Milán, Diego Dormer, Tomás Gaspar Martínez, Pedro Verges y Domingo Gastón. Entre los fabricantes de órganos están García Civera, García Baylo, Johan de Verdún y Johan de Ximeno Garcés en el siglo XIV, Enrique de Colonia en el siglo XV, Mahoma de Monferriz, «el moro de Zaragoza», Martín de Córdoba, Guillaume de Lupe en el siglo XVI y Jusepe de Sesma, la dinastía de los Longás, con Miguel Longás y Juan Pascual de Longás a la cabeza, en el siglo XVII.

#### ElsigloXVI

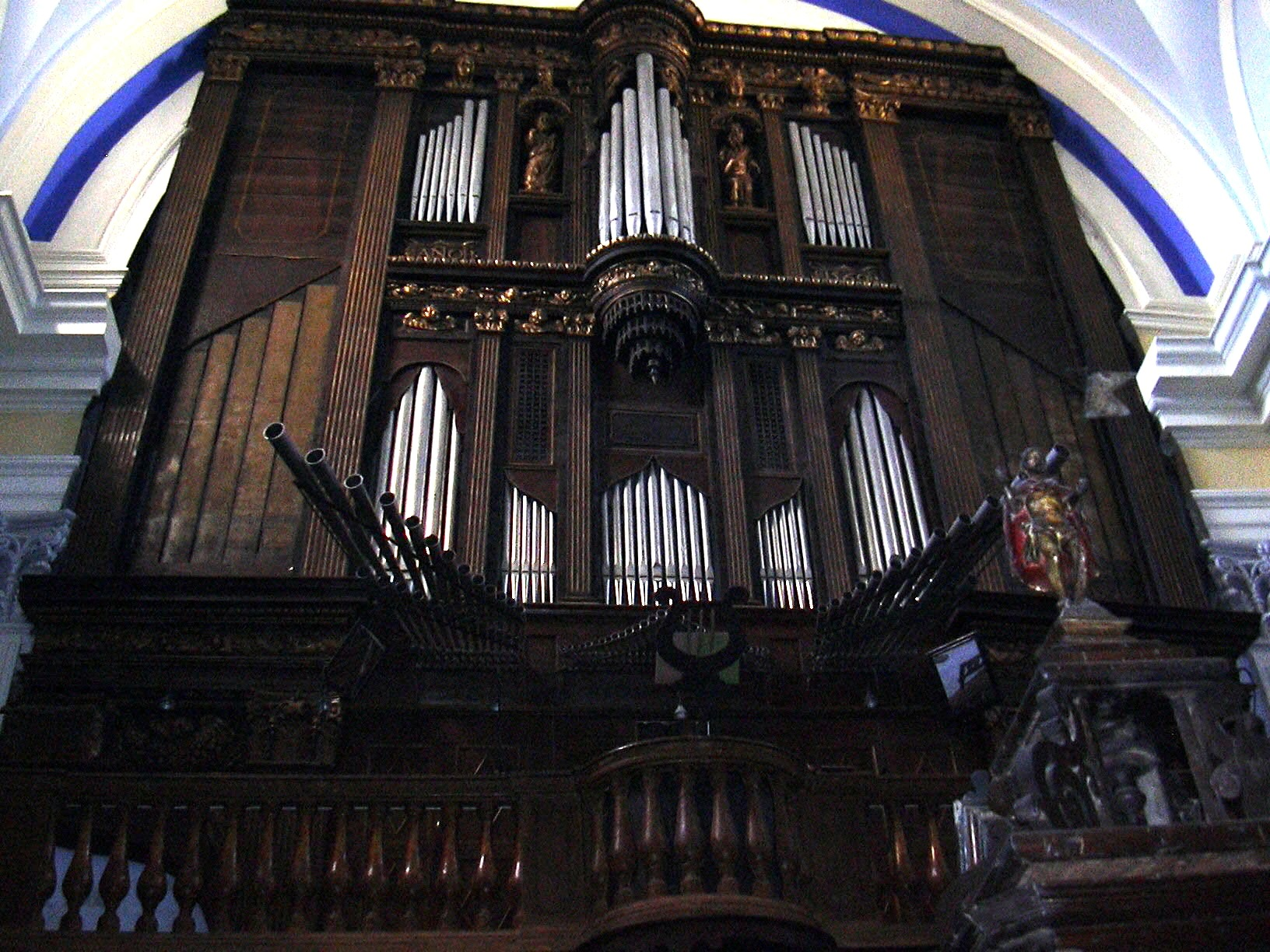
Órgano de la Colegiata de Borja, datado en 1569. Todas las grandes iglesias debían tener un órgano cuya música acompañaba la misa.

El renacimiento aragonés fue de gran esplendor, no solo en la arquitectura y la escultura, sino también en la literatura y la música.
El primer gran autor de la escuela aragonesa de música polifónica fue Melchor Robledo, que a pesar de ser castellano de origen, su enorme influencia le ganó el sobrenombre de Melchor de Aragón. Se han conservado algunas de sus obras, «magnificats», «salmos vesperales», misas, motetes, etc., una parte de las cuales debió componer durante su dirección de la capilla del Pilar (documentada en 1531) y más tarde al frente de la Seo (documentado en 1569), donde permanecería hasta su muerte. Se cree que Robledo fue maestro de otros dos grandes figuras de la música aragonesa: Aguilera de Heredia y Pedro de Ruimonte.
Durante esos años trabaja en Zaragoza otro gran músico, Juan Pujol, de origen catalán. Pujol fue maestro de capilla en el Pilar de 1595 a 1613, año en el que se trasladó a la catedral de Barcelona para ejercer de maestro de capilla, a pesar del aprecio que le mostró en diversas ocasiones el cabildo zaragozano.
El trío de grandes músicos que trabajaron en Zaragoza durante el siglo XVI se cierra con Juan García de Basurto, cuya estancia como maestro de capilla en el Pilar se documenta en 1521. Basurto murió en 1548 ostentando el cargo de maestro de la capilla real de Felipe II, lo que da una idea de su calidad.

#### ElsigloXVII
Durante el siglo XVII se alcanzó la culminación de la escuela polifónica aragonesa. El contrapunto de Heredia, severo, de voces independientes y consonancias estables de quintas y octavas, evolucionó hasta llegar hacia 1650 a formas barrocas. Los contrapuntos de voces aumentan, llegando a alcanzar las diez, doce, dieciséis y hasta veinticuatro voces, repartidos en dos, tres, cuatro o más coros. Según avanza el siglo, la estética se hace cada vez más conservadora, llegando a su decadencia en el siglo XVIII.
La primera gran figura del trío que corona este siglo fue Pedro de Ruimonte, que es uno de los autores que, sin participar plenamente del Barroco, prepara el cambio. Posiblemente alumno de Robledo, hacia 1601 ya era «Maestro de Música de la Cámara de los Serenísimos Príncipes Alberto y doña Isabel Clara Eugenia, Archiduques de Austria» en Bruselas. En 1627 vuelve a Zaragoza, donde permanecerá hasta su muerte. La evolución en la obra de Ruimonte es evidente en su vanguardismo, señalando el camino hacia la polifonía coral o en su acercamiento a la homofonía, un nuevo estilo instrumental en el que se realza una voz, quedando las demás de acompañamiento armónico. Entre sus obras conocidas, la que mejor se ha conservado es El Parnaso Español, una colección de villancicos polifónicos, que el musicólogo Pedro Calahorra ha considerado «la culminación de la música polifónica española en ese género».
Otro probable alumno de Robledo, Sebastián Aguilera de Heredia, es la segunda gran figura musical del siglo XVII. Aguilera destaca como organista, en Huesca hasta 1603 y luego como titular del órgano mayor en la Seo de Zaragoza. Entre sus composiciones, destacan sobre todo los Magnificats, considerados unas de las cumbres de la época. Tanto Ruimonte como Aguilera murieron en 1627.
Además de Ruimonte y Aguilera, en las primeras tres décadas del siglo XVII hay que mencionar a los maestros de capilla Bernardo Peralta Escudero y Francisco Berges, ambos en la Seo, y el trabajo de Pujol, que se mantuvo en el Pilar hasta 1613.
A partir de 1650 comienzan las formas barrocas plenas, siendo su gran figura sin duda fray Manuel Correa, posiblemente de origen portugués, considerado una de las cumbres de la música barroca española. Correa fue maestro de capilla del Pilar de 1650 a 1653, año de su muerte. Es conocido principalmente por sus villancicos, donde introduce técnicas novedosas como las disonancias naturales sin el retardo. Correa tomaba la posición en el Pilar de otro gran compositor, como fue Diego Pontac, que se trasladó en 1950 a la catedral de Valencia. Originario de Loarre, en el norte de Aragón, fue alumno de Pujol, Berges y Ruimonte, dando fe de su talento que ganara la oposición de maestro de capilla del Hospital de Nuestra Señora de Gracia a los diecisiete años. Sebastián Alfonso, natural de Hecho, en el Alto Aragón, también fue maestro de capilla en la Seo durante largos años, destacando sus villancicos polifónicos. También debe ser mencionado entre los músicos de la Seo Andrés de Sola.
Entre los músicos que trabajaron en el Pilar se deben destacar Urbán de Vargas, Juan Marqués y Joseph Ruiz de Samaniego, que venía de Tarazona. También fueron maestros del Pilar los compositores más destacados del último tercio del siglo XVII: Diego de Casseda y Zaldivar, maestro de capilla de 1667 a 1694, Jerónimo Latorre y Miguel Ambiela, todos dentro del polifonismo barroco, aunque Ambiela ya conecta con el siglo XVIII.

### Música instrumental delsigloXVII

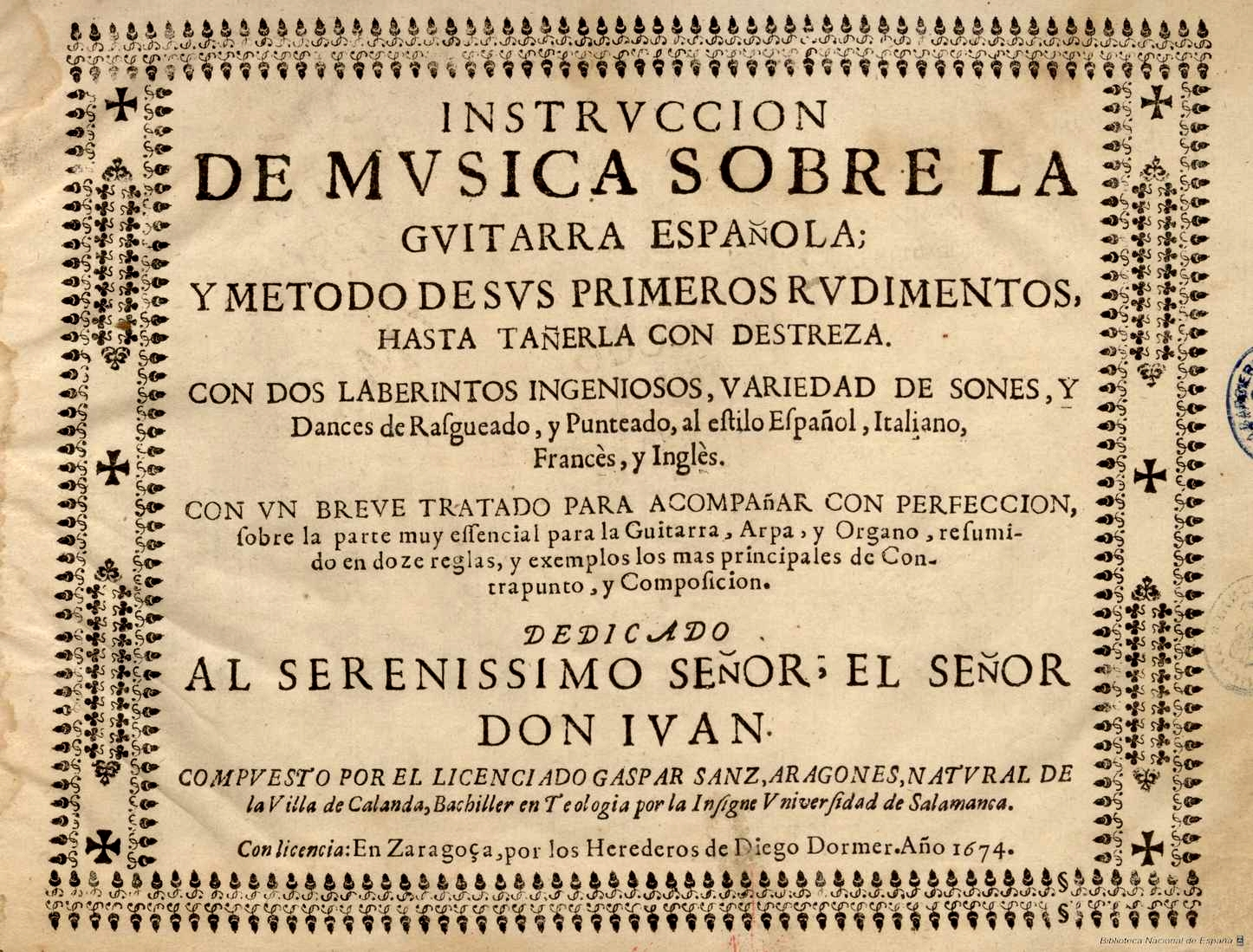
Gaspar Sanz, Instrucción de música sobre la guitarra española y método de sus primeros rudimentos, hasta tañerla con destreza, Zaragoza, hros. de Diego Dormer, 1674.

La gran figura de la música aragonesa es sin duda Pablo Bruna, «el ciego de Daroca», que era organista de la colegiata de Daroca. Su fama en vida era tal que los reyes Felipe IV y Carlos II hacían parada en la ciudad para escuchar al maestro Bruna. De sus contemporáneos, Rodríguez y Martel dice que Bruna convierte la ceguera «en gozo y habilidad» y que «el que hoy reside [en la Colegial] está dispensado de la asistencia del Coro porque no es sacerdote. Cumple solamente con la obligación de tañer el órgano, y bien tañido, que dudaré que en toda España y Europa se taña mejor, no parecerá exageración a quien conozca a Pablo Bruna, conocido comúnmente en la lama por "el Ciego de Daroca"». El licenciado Núñez lo describe como un «río caudaloso de Música, insondable por su profundidad». La obra de Bruna presenta grandes novedades, vitalidad y progresividad estética, con la introducción de efectos de eco, firguraciones muy variadas sobre un tema fijo, cadencias complejas y finales en toccata. Su importancia no reside tan solo en su obra, como maestro son discípulos suyos músicos de la talla de Diego de Xáraba y Bruna, sobrino del maestro, y fray Pablo Nassarre.
La escuela de órgano de la Seo también alcanzó el nivel de las mejores de Europa durante el siglo XVII. Las grandes figuras de esta escuela de la Seo fueron Aguilera de Heredia, José Ximénez y Andrés de Sola, sobrino de Ximénez. Su música ha tenido un cierto resurgir en los últimos años, gracias al redescubrimiento moderno de la música española antigua. Sola cierra esta gran época de la música en la Seo, pero sus discípulos, entre ellos Jerónimo Latorre, Joaquín Martínez, Sebastián Durón, Pedro Jerónimo Borobia, Joaquín Rodonet y Miguel Soriano, continuarán la obra del maestro.
Otra de las grandes figuras de la música instrumental aragonesa del siglo XVII fue Gaspar Sanz, nacido en Calanda, cuyo nombre real era Francisco Bartolomé Sanz. Era un presbítero progresista influenciado por la música italiana, erúdito, escritor de versos latinos, grabador de cobre, prosista, conocido por la frase

La guitarra [...] es como una dama, a quien no cabe el melindre de mírame, y no me toques.

Sanz es autor de Instrucción de Música sobre la guitarra española, publicado por primera vez en 1674, siguiendo siete ediciones hasta 1697, todas en Zaragoza. La influencia de la obra fue tal que dominaría el panorama de la guitarra española durante los 100 años siguientes, llegando a compositores contemporáneos como Joaquín Rodrigo o Manuel de Falla y a guitarristas como Andrés Segovia.

### ElsigloXVIII

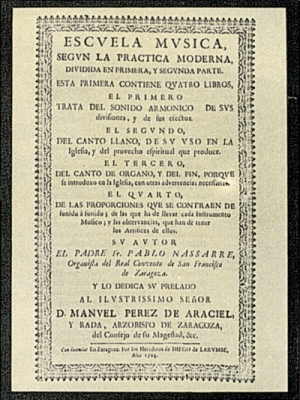
Portada de Escuela Música según la práctica moderna de Pablo Nasarre.

La Guerra de Sucesión, el fracaso de la Ilustración y la debilidad de la clase burguesa, unidos a un conservadurismo musical, en parte disimulado como «vanguardismo» italianista, son todo factores que llevarán a la decadencia de la música en Aragón, aunque siga existiendo una gran actividad musical. La música aragonesa del siglo XVIII estuvo marcada por la familia bilbilitana de los Nebra, por Francisco Javier García, «El españoleto», y por Ramón Félix de Cuéllar. Pero también hubo otros nombres importantes como Pablo de Nassarre, mencionado más arriba, que escribió uno de los primeros tratados teóricos de Europa sobre el contrapunto; Ramón Ferreñac, oscense organista del Pilar; Antonio Ripa, maestro de capilla en el Convento de las Carmelitas descalzas; Juan Sessé y Balaguer, maestro de capilla y organista de San Felipe Neri en Madrid; Joaquín Martínez de la Roca, organista del Pilar de 1695 a 1699, publicó en Madrid la ópera Los desagravios de Troya en 1712. Entre los cultivadores de la música para clavecín cabe mencionar a Mariano Cosuenda, organista de la segunda mitad del siglo XVIII de la Catedral de Tarazona cuyas piezas para clave fueron influidas por el estilo de Domenico Scarlatti.
Los Nebra que tuvieron más importancia en Aragón fueron Francisco Javier y Joaquín. Francisco Javier fue organista de la Seo de 1727 a 1729, año en el que se traslada a Cuenca; de 1730 a 1782 sería el titular su hermano Joaquín.
Francisco Javier García, «el Españoleto», venido de Italia, fue elegido maestro de capilla de la Seo en 1756, puesto en el que se quedó hasta su muerte en 1809, en el Segundo Sitio de Zaragoza. El Españoleto trajo de Italia las últimas modas, componiendo numerosos misereres, gozos, lamentaciones e incluso óperas.
Ramón Félix de Cuéllar, discípulo del anterior, ya entra dentro del final de la música barroca y la transición a la música del siglo XIX. Su característica más destacada es el uso de la melodía predominante, dando un papel limitado al contrapunto.
El teórico más importante del siglo fue Antonio Eximeno. Entre los impresores hay que mencionar a Pascual Bueno y José Fort. Entre los organeros a los Sesma, Bartolomé Sánchez, los Usarralde, Silvestre de Thomás y los Turull en Calanda. En 1780 el maestro carpintero Antonio Enríquez fabricó en Zaragoza uno de los primeros pianofortes de España.

### Los siglosXIXyXXhasta 1936

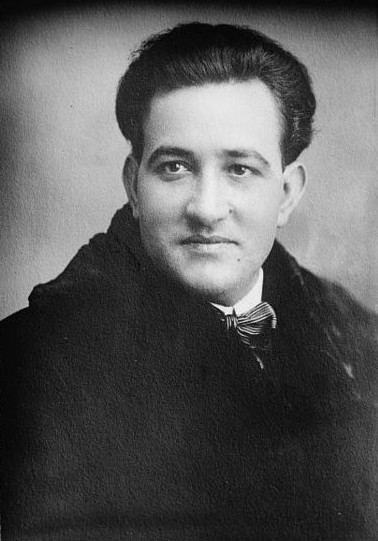
Miguel Fleta, una de las grandes voces líricas europeas de la primera mitad del.

La decadencia iniciada en el siglo XVIII, continuó a lo largo del siglo XIX y principios del XX, medrando la producción musical aragonesa en un ambiente átono y sin interés, en el que se habla superficialmente de la actividad musical y muy poco de los compositores locales.
Durante el siglo XIX comienzan a formarse centros no eclesiásticos de actividad musical. Dentro de la música burguesa, en 1867 el marqués de Ayerbe funda la Sociedad de Conciertos que gestiona una pequeña orquesta de 60 músicos que estrena obras de Olleta y en 1890 aparece la Sociedad de Cuartetos para promocionar la música de cámara. El primer orfeón, El Orfeón Zaragozano, es de 1889 y la primera coral fue la llamada La Coronilla de Zaragoza. La primera orquesta de conciertos surge en 1985 asociada al Teatro Pignatelli, bajo dirección de Benigno Cariñena, violinista de la Seo y organista de la Iglesia de San Pablo. Tuvo poca repercusión y se disolvió poco después. También el Hospicio Provincial contaba a finales de siglo con tres profesores de música y una banda. A principios del siglo XX se crearon las bandas municipales de Teruel (1910), Huesca (1914) y Zaragoza (1934) y provinciales de Teruel (1928) y Zaragoza (1934).
Una de las primeras revistas musicales de Aragón fue El Correo Musical. Revista literaria, artística, teatral, de modas y recreativa., fundada el 10 de abril de 1888, de la que parecen haberse publicado 21 números hasta octubre de 1888.
Hubo algunas luces en este panorama anodino. El principal fue la creación de la Escuela Musical de Zaragoza, un centro moderno adaptado a las exigencias del momento, en cuya creación participaron Ruperto Ruiz de Velasco, fundador y primer director; Antonio Félix Lozano González, maestro de capilla del Pilar; Francisco Anel, organista de la Seo; Valentín Faura, organista del Pilar; Juan Goula; Teodoro Ballo y Félix Blanco. Poco después también apareció la Escuela de Santa Cecilia. En 1906 se fundó la Filarmónica de Zaragoza, nacionalista y antiwagneriana, y en 1915 la Sociedad Musical en Huesca, que desapareció al quedarse sin local. En 1926 se creó el primer conservatorio de Zaragoza, que en 1933 se une con la Escuela de Música, adoptando el nombre de Conservatorio Profesional.
Numerosas figuras de la música internacional, como el cuarteto Rosé, Wanda Landowska o los pianistas Rubinstein, Haskil, Aldo Ciccolini, los violinistas Thibaud, Crickboom, Francescatti, Szigeti, etc. visitaron Zaragoza, lo que no consiguió cambiar el languidecimiento de la escena musical. En 1893 se realizó un gigantesco festival coral, al que acudieron mil cuatrocientos cantantes y cien bandas. El cambio de siglo es la época de los cafés-concierto, con una pequeña banda que interpretaba números musicales, de los que hubo numerosos en Zaragoza: el Café de la Iberia, Ambos Mundos, Europa, París, Matossi, etc., pero no se ha conservado producción musical. Aparte del café concierto y la música religiosa, la única alternativa para un compositor era la zarzuela. En Zaragoza se representaban zarzuelas y óperas en el Teatro Principal (fundado en 1799), principalmente por una compañía que actuaba desde 1854 en la ciudad. El autor de zarzuela aragonés más prolífico fue Pablo Luna Carné, muy activo en Madrid, que introdujo un estilo inspirado por la opereta vienesa. El «tema aragonés» fue muy popular en la zarzuela de finales del XIX y principios del XX. La principal fue La Dolores de Tomás Bretón, aunque había una anterior menos conocida de Feliu y Codina. Otra zarzuela de gran repercusión fue Gigantes y cabezudos de Manuel Fernández Caballero, que emplea jotas y temas populares. Finalmente mencionar Los de Aragón de José Serrano, de 1927, basada en una copla del mismo autor, Palomita aragonesa. Aragón ha dado grandes voces líricas, como Marino Aineto, Antonio Aramburo, Pilarín Andrés, Andrés Marín, Juan García, Julián Biel, Bernabé Martí y Elvira Hidalgo, entre los que destaca sin duda Miguel Fleta, uno de los principales tenores europeos tras Caruso.
A excepción de Cuéllar, no hay nombres de interés hasta mediados del siglo XIX. En la segunda mitad hay que destacar el trabajo de Domingo Olleta, maestro de capilla de la Seo, del que se conservan numerosas obras eclesiásticas. Junto con Olleta, se puede mencionar a Benigno Cariñena y a Salvador Azara, que, al igual que el primero, realizaron principalmente música para voces, órgano y gran orquesta sinfónica. En el último tercio surgieron nombres como Antonio Félix Lozano González, premiado en la Exposición Aragonesa de 1885, autor de muchas obras sinfónicas religiosas, y Mariano Rodríguez Ledesma, discípulo del «Españoleto», autor de sonatas para piano, uno de los pocos que consigue liberarse del yugo de la música sacra. En el primer tercio del siglo XX aparece lo que se ha llamado la Escuela regional aragonesa, caracterizada por un cierto folclorismo, cuyo poco éxito es resultado de la atonía en la que se desarrolló. Sus principales compositores fueron Luis Aula, Ramón Borobia, Andrés Aráiz y Francisco Calés. Entre los discípulos de Lozano, cabe mencionar a Miguel Arnaudas, autor del Cancionero de Teruel (1928), y Juan Francisco Agüeras, maestro de capilla del Pilar, que compuso algunas zarzuelas y obras religiosas.
Entre los impresores de música del siglo XIX, los principales nombres son Portabella, Villagrasa y Casanova, teniendo el primero una imprenta por tipos musicales. Entre los publicistas, los más conocidos son Ruperto Ruíz de Velasco, crítico musical del Diario de Avisos de Zaragoza, y Melchor Ollé, autor de una guitarra enharmónica. También los fabricantes de instrumentos musicales siguieron instalados en Zaragoza, pudiendo mencionarse entre los fabricantes de piano a las casas Torrente y Serrano y más tarde las de Soler y Perales. La larga tradición de organeros de Aragón se ve cerrada con Pedro Roqués y sus hijos, cuya mejor obra es el órgano de la Seo, tal como se encontraba antes de 1936.

### Tras la Guerra Civil

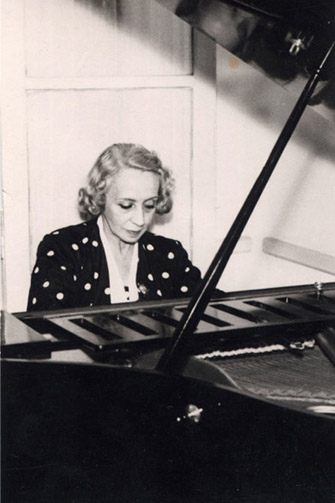
Pilar Bayona, una de las grandes impulsoras de la música clásica en Zaragoza. En su honor se realizó de 1983 a 2001 el Concurso Internacional de piano "Pilar Bayona".

El panorama de la Posguerra fue desolador. Se puede considerar que la vida musical aragonesa se reanudó tras la Guerra Civil en abril de 1940 con un concierto de Pilar Bayona, pianista vinculada a la Residencia de Estudiantes. A partir de la década de 1950 aparecieron nuevas sociedades musicales, como la Sociedad Oscense de Concieros (1959), Juventudes Musicales (1956) y Polifónica Miguel Fleta (1958).
Dentro de la música eclesiástica, varias generaciones de autores aragoneses han estado influenciados por las directrices papales del Motu proprio, entre cuyos nombres más conocidos están Gregorio Arciniega y José Artero, ambos dentro de la renovación y la reforma musical. En la segunda mitad del siglo XX se unen a ellos Isaac Feliz Blanco, Gregorio Garcés, Julio Broto, Juan José de Mur y Jesús María Martínez Muneta.
Entre los compositores aragoneses destaca sin duda Antón García Abril, conocido por ser el autor de la música del programa de televisión El Hombre y la Tierra de Félix Rodríguez de la Fuente, además de la de otras series televisivas como Fortunata y Jacinta, Anillos de oro, Segunda enseñanza, Brigada Central, Ramón y Cajal y Compuesta y sin novio. También es el autor del Himno de Aragón.
La tradición de grandes vocalistas fue continuada tras la Guerra con Pilar Lorengar. Entre los concertistas están Pilar Bayona, Eduardo del Pueyo y Luis Galve, todos ellos muy involucrados en la difusión y la enseñanza de la música.
A partir de 1977, impulsada por Pedro Calahorra, la historiografía musical obtiene un gran empuje. Calahorra, desde la Institución Fernando el Católico, editó la revista Nassarre, además de impulsar los cursos de Música Antigua de Daroca. La revista pasó posteriormente a ser dirigida por Álvaro Zaldívar Gracia. Finalmente se han catalogado los fondos de las catedrales de Zaragoza bajo la dirección de José Vicente González Valle, con la colaboración de Mariano Lambea, Antonio Ezquerro y Luis A. González Marín. También es importante la tarea docente e investigadora de Juan José Carreras López y José L. González Uriol, en la Universidad de Zaragoza y el Conservatorio Superior respectivamente.
Un gran esfuerzo de divulgación de la música aragonesa la ha realizado el sello discográfico Arsis, que desde 1995 ha editado a numerosos compositores aragoneses. También Prames en su colección LCD-Aragón ha publicado algunos CD de autores aragoneses con libro explicativo. Finalmente hay que mencionar a Al Ayre Español, una agrupación de música clásica fundada en 1988 por el clavecinista zaragozano Eduardo López Banzo, al que se uniría posteriormente la soprano también zaragozana Marta Almajano. El grupo se ha especializado en música antigua, siendo uno de los más importantes de España.

## Música folclórica

### Orígenes
La música folclórica aragonesa tiene muy diversos orígenes, tanto temporal como de otro tipo. Los más antiguos se pueden rastrear hasta el siglo XIV, son las festas de gigantes, cabezudos y caballitos; del siglo XV son los orígenes de las sanantonadas y los mayos y del XVI los villanos, correfocs y jerizongas; más recientes, del siglo XVII, son los dances, las mojigangas, las seguidillas y las auroras. Las formas musicales que conocemos en la actualidad tienen, en su mayoría, origen posterior al siglo XVIII, son los boleros, fandangos, gozos, albadas, jotas y bailes de salón y, ya en el siglo XIX, las jotas de estilo y las danzas pirenaicas.

### Ciclo vital
El folclore aragonés, como el de la mayoría de los lugares, se puede clasificar en dos ciclos: el vital y el anual.
El ciclo vital acompaña la vida humana desde el nacimiento a la vejez, dividiéndose en cuatro partes: infancia, juventud, madurez y vejez, a las que siguen sus propios ritos, músicas y canciones. El primer contacto con la música y las canciones populares son las nanas o canciones de cuna, la forma tradicional de transmitir los primeros estímulos psicomotrices. Más tarde las adivinanzas, los trabalenguas, los cuentos, las formulillas infantiles y las canciones de juegos servirán de vehículo tradicional para la integración social, la educación y la transmisión de saber. En Aragón, tradicionalmente muy diversa, las músicas infantiles se cantan en las tres lenguas vernáculas, el castellano, el aragonés y el catalán. Durante la juventud cobran importancia las fiestas locales y el amor. El primero se expresa de forma musical en los toques de fiesta y en las rondallas. A principios del siglo XIX se formó la milicia nacional, que propició la creación de las rondallas de quintos.

Esta nit ham de rondar

en la calcilla al garró,

cantarem la xirinola

i dormirem a la presó.
Esta noche vamos a rondar

con el calcetón en los tobillos,

cantaremos la xirinola

y dormiremos en la prisión.
Quintos de Fabara

Las rondallas de quintos también se usaban para rondar a las mozas y cantarles romances amatorios. Durante la madurez, los cantos de juventud dan paso a los romances, las canciones de trabajo y de bodega. Las segundas debían facilitar las labores del campo o alegrar trabajos que se convertían en auténticos acontecimientos sociales, como la matanza del cerdo o la trilla. Las canciones de bodega debían amenizar las largas noches de invierno y se cantaban tras haber bebido alguna copa del vino de la tierra. El ciclo se cierra con el toque de difuntos.

### Ciclo anual
El ciclo anual comienza con la primavera, cuya llegada se celebra con los mayos, festividad muy popular en la Sierra de Albarracín. En los pueblos de la sierra se realizaba un complicado ritual en la noche del 30 de abril al 1 de mayo, del que formaban parte diversas canciones, siendo muy distintas las tradiciones de los diferentes pueblos. Durante la noche de San Juan, del 23 al 24 de junio, se celebra el solsticio de verano, habitualmente en torno a grandes hogueras.
Durante el verano se realizan habitualmente las fiestas patronales o mayores en los pueblos. El transcurso musical típico de unas fiestas comienza con el recorrido de los gaiteros por las calles del pueblo, anunciando su comienzo. Seguidamente las cuadrillas cantan albadas a alguna moza, que lo agradece con pastas y algún licor. Tras la procesión, la romería y los ritos religiosos, se interpreta el dance, uno de los elementos más característicos de Aragón, compuesto por elementos de tipo teatral, musicales y danzas. El día finaliza con un gran baile. Al día siguiente, por la noche, sale la ronda a la calle, con afamados tocadores y cantadores de la comarca, antes de acabar con una gran traca.
En otoño se realizaban los cantos de ánimas por grupos de hombres que iban recorriendo las casas pidiendo donativos para una misa por las ánimas en el purgatorio. En la semana del 12 de octubre se celebran las Fiestas del Pilar en Zaragoza, la mayor fiesta de Aragón. Durante las fiestas se realizan gran cantidad de espectáculos musicales, entre los que se encuentran muestras de jota.
Finalmente, el invierno cierra el ciclo con sus fiestas religiosas, Navidad y Semana Santa, y paganas, carnaval. Durante la Navidad se cantan villancicos, aguilandos y auroras de Navidad. En Aragón, durante las fiestas de Semana Santa, tiene mucha importancia el tambor, sobre todo en la Ruta del tambor y el bombo en diversas localidades turolenses, entre las que se encuentra Calanda, cuya famosa rompida se realiza a mediodía del Viernes Santo. Con el carnaval, también llamado carnestoltes, carnestolendas, carnal o carrastolendas, se despide el invierno. Se celebra en toda la comunidad, aunque tras la prohibición que sufrieron las fiestas durante la dictadura de Franco, en muchos lugares no se retomaron en su forma tradicional, sino que se usaron modelos ajenos, como los de Río de Janeiro o Venecia. Dentro de los modelos tradicionales, el más conocido es el de Bielsa.

### Jota aragonesa

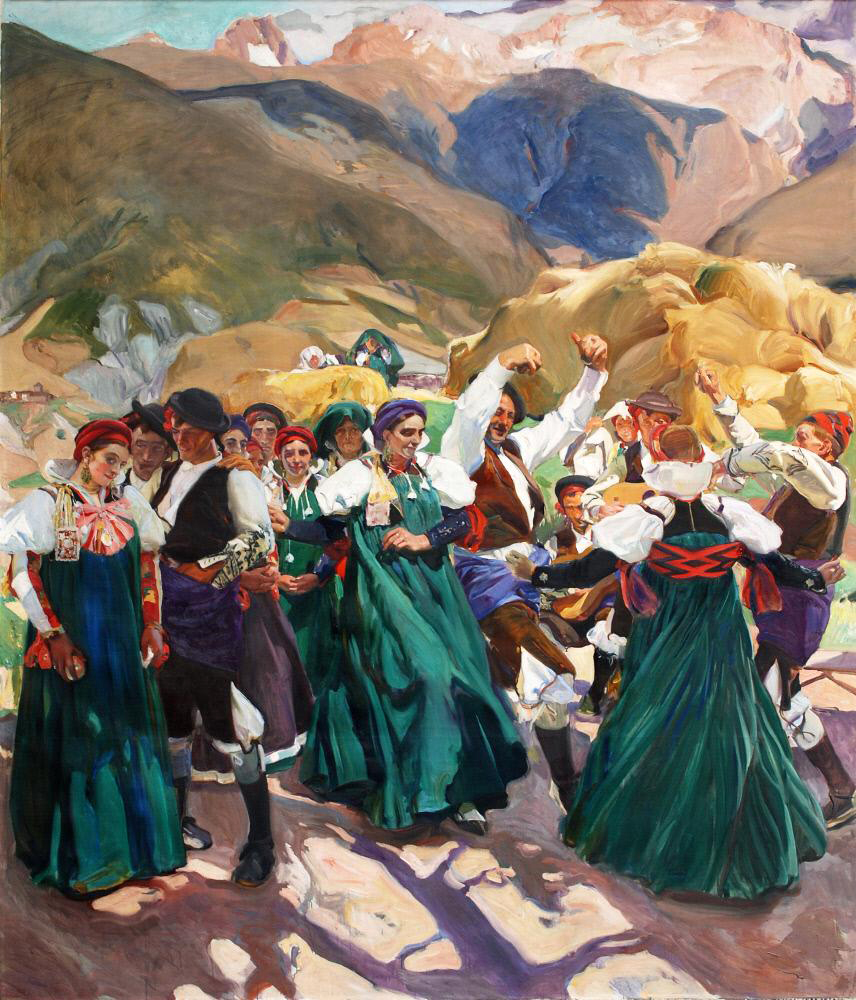
La jota (1914) de Sorolla; diversas personas vestidas con el traje típico ansotano, bailando la jota.

La jota aragonesa es la manifestación en el folclore aragonés de un género musical, la jota, presente en la mayor parte de la geografía española. El género, tal y como se conoce en la actualidad, se conforma a finales del siglo XVIII o principios del XIX. 
La jota aragonesa se expresa a través del baile (bailadores), el canto (cantadores) y la interpretación instrumental, compuesta por una rondalla en la que participan fundamentalmente la guitarra, el laúd y la bandurria.
La pesar de la fama de que goza como género emblemático del folclore aragonés, la jota no es más que una de las manifestaciones, aunque la interpretación de la jota en Aragón tiene un carácter peculiar y distintivo que ha hecho que sea conocida en el ámbito internacional, hasta el punto de que compositores de música culta españoles y foráneos se han servido de ella en sus obras. En palabras de uno de sus más concienzudos estudiosos, Miguel Manzano:

En Aragón ha surgido, aproximadamente desde la mitad del siglo XIX, una forma muy especialísima de cantar la jota en estilo adornado y a ritmo muy lento, y con un repertorio y ejecución también muy característicos de acompañamiento de rondalla. Esta especie de jota es la única que puede denominarse con toda propiedad jota aragonesa, porque es creación personal y exclusiva del pueblo aragonés, que además lo ha conservado, fomentado, y desarrollado con un empeño muy especial y continuado.
Miguel Manzano Alonso, La jota como género musical, Madrid, Alpuerta, 1995, págs. 437 y ss.

La jota cantada es quizá la máxima manifestación de este folclore. Al igual que sucedió con el flamenco, la estimación hacia los artistas individuales es uno de los factores que contribuye a que la jota deje de ser solamente una música popular y anónima y se convierta en un espectáculo del que goza un público cada vez más ilustre. Es en este ámbito donde algunos cantadores y cantadoras alcanzaron gran renombre personal actuando ante las máximas personalidades que visitaban Aragón. 
Hay consenso en considerar el hito fundacional de la jota aragonesa como espectáculo de calidad el banquete que Santiago Lapuente ofreció en el Hotel Inglés de Madrid la noche del 26 de marzo de 1894, con el título de «Fiesta a la Jota» y el patrocinio del citado folclorista y otras figuras de la cultura aragonesa de la época, como Eusebio Blasco o Mariano de Cavia.
Quizá sea José Oto el más destacado cantador de jota aragonesa. Activo durante la Segunda República, la Guerra Civil y la posguerra, marcó una época coincidente con la de la generación del 27. Otros destacados cantadores son Vicente Viruete, llamado el Tío Chindribú, primer intérprete de nombre conocido; el Royo del Rabal, el Tuerto de las Tenerías y Asunción Delmás en el siglo XIX; Blas Mora, Cecilio Navarro, Juanito Pardo, Miguel Asso y Pilar Gascón en el primer tercio del siglo XX; Pascuala Perié, Felisa Galé y Jacinta Bartolomé en el periodo presidido por el magisterio del citado José Oto; y el Pastor de Andorra o Jesús Gracia en la segunda mitad del siglo XX.

### Música folk
Se considera que la música folk aragonesa se inicia en 1978 con la formación de Chicotén. El grupo, formado por Luis Fatás, Chema Peralta, Pedro Peralta, Pedro Savirón y Ernesto Ángel, investigó en los cancioneros aragoneses y recuperó los instrumentos tradicionales para crear su música, incluyendo el chicotén, de donde obtuvieron su nombre. Solamente editaron un disco y su iniciativa no tuvo continuidad, a pesar del esfuerzo posterior de Eduardo Paz, con su álbum Del folclore aragonés, que pasó desapercibido.
No fue hasta 1983, con la formación de Hato de Foces en Huesca y la edición de su disco Amadruga, que se retomó este tipo de música en Aragón. Con sus discos posteriores, En plena calle (1984), Tradición y fiesta (1986), Hato de Foces (1988) y Cantar de camino (1991), Hato de Foces renovó el folclore aragonés, mezclando sintetizadores o guitarra eléctrica donde les parecía. En 1989 se editó el primer disco de La Orquestina del Fabirol, Suda, suda fabirol, al que seguirían Zorras, pollos y villanos (1992), M´en baxé la tierra plana (1994), cantado todo en aragonés, y Albada al nacimiento (1996). La Orquestina se mantuvo más purista que Hato de Foces, obteniendo sus canciones directamente del campo. Esto lo diferencia de Cornamusa, un grupo más bien heterodoxo, a cuyo primer disco Cornamusa, editado en 1989, le siguió El perfil del aire y La baraja en 1996, que se atreve con una inmersión en el jazz. En 1994 editó su primer disco Biella Nuei, un grupo de Zaragoza, formado en parte por profesores de la escuela municipal de música y danza. Tras este primer disco titulado Las aves y las flores, publicaron en 1997 Solombra. Biella Nuei mantiene una línea intermedia entre los puristas y heterodoxos en su música.
Más recientes y con menor nombre, dentro de una línea más tradicional, hay que destacar a los Titiriteros de Binéfar, La Birolla, La Ronda de Boltaña, Escandallo, el grupo folclórico Val d'Echo, los Dulzaineros del Bajo Aragón, Ángel Vergara, los oscenses Eraje, Fagüeño, La Libertina, o la Asociación de Gaiteros de Aragón. Algunos de estos trabajos se centran en cuestiones específicas, como la dulzaina, o en puntos geográficos concretos. Finalmente mencionar a O'Carolan, un grupo que mezcla el folclore aragonés con el celta.

### Estudio y permanencia del folclore en Aragón
Los principales estudios realizados anteriores a la Transición española fueron los realizados por la Escuela regional aragonesa, mencionada más arriba en la música culta. Cancioneros se habían publicado cuatro a finales de la década de 1970:
- Cancionero Popular de la Provincia de Teruel (1928) de Miguel Arnaudas Larrodé,[17]
- Cancionero Oscense, de G. Garcés,
- Cancionero Altoaragonés, de J. J. Bernad Mur,
- Cancionero Musical de la Provincia de Zaragoza (1967), de Ángel Mingote, que recoge estudios de 1940.

En diciembre de 2008 se creó el Centro de Estudios Folklore Aragonés, CESFOAR, cuyo objetivo es estudiar, fomentar y dar a conocer el folclore de la Comunidad. Entre las páginas web especializadas hay que destacar Arafolk, que incluye muestras de música en formato MIDI y mucha información.
Existen innumerables agrupaciones folclóricas en Aragón. Las primeras surgen a finales del siglo XIX en relación con las celebraciones realizadas por el Orfeón Zaragozano en el Teatro Principal de Zaragoza. Hubo un resurgir tras la Guerra Civil, y la Escuela Municipal de Jota de Zaragoza fue fundada en 1940. En 1989 se creó la Federación Aragonesa de Grupos Folclóricos y Tradiciones Populares, para coordinar y apoyar a las agrupaciones. Algunas de las más importantes son Aires de Albada, Somerondón, agrupación universitaria que también realiza estudios sobre el folclore local, El Cachirulo de Huesca, que editan la revista Amigos de la Jota, la Asociación de Gaiteros de Aragón, Aires de Aragón y Estampa Baturra, ambas aparecieron en diversas ocasiones en la televisión nacional en la década de 1980, y la Rondalla de la Peña Fragatina, que organiza anualmente el Festival Internacional de Folclore Julián Arellano Mesalles.
El mayor festival folclórico de Aragón, y uno de los más prestigiosos del mundo, es el Festival Folklórico de los Pirineos, que se realiza desde 1963 en años cambiantes en Jaca y Oloron-Sainte-Marie. La Muestra de Folclore de Teruel se realiza desde hace 25 años.

## Música popular

### Cabaré y revista
En Aragón nacieron algunas de cupletistas más famosas en la España de las primeras las décadas del siglo XX. La más famosa sin duda fue Raquel Meller, que llegó a ser una importante estrella internacional. Pero también fueron de importancia Preciosilla, Paquita Escribano, Matilde Aragón, Mercedes Serós, una de las creadoras del cuplé catalán, Ofelia de Aragón y Elvira de Amaya.
El primer cabaré de Zaragoza fue el Oasis, fundado en 1917 con el nombre Real Concert por Ricardo Moreno Martínez en la calle Boggiero. En 1928, la cabaretista Conchita Granados fue asesinada de un tiro por un amante despechado en la pista de baile, un gran escándalo entre la sociedad biempensante de Zaragoza. En 1942, tras pasar la dirección a Celestino Moreno, hijo del anterior, el nombre se cambia por el de Salón Oasis, convirtiéndose en el centro de los espectáculos de variedades de Zaragoza. Por allí pasaron Miguel de Molina, Maruja Tomás, Carmen Amaya, la niña Estrellita Castro y los «chavales sevillanos» Rosario y Antonio. Otro de los grandes escándalos protagonizados por el Oasis fue una estampa de Fermín Otín y Miguel Ángel Brunet, que mostraba a García Lorca de forma apologética, detenido, codo con codo con Antoñito «El Camborio». La escena le costó al Oasis el cierre durante bastantes días. A partir de la década de 1970 la dirección pasa a Enrique Vázquez, sobrino de Celestino Moreno, que intenta revertir la decadencia de la sala reconvirtiéndola en teatro y cine, club de jazz, tablao flamenco, para reabrirla tras diez meses de reforma en 1995 como sala de baile con orquesta. La sala fue cerrada cautelarmente por el Ayuntamiento de Zaragoza en diciembre de 2008, reabriendo como discoteca de música tecno y house cuatro meses después con el nombre de Oasis Club Teatro. Entre los innumerables artistas de variedades que actuaron en el Oasis hay que destacar a Margarita Sánchez, «Su Majestad La Sánchez», a Pilar, del dúo Susepet y Pilar, «la abuela del Oasis», o Lita Claver, «La Maña», que comenzó su carrera artística en la sala Oasis en 1960 con 15 años. La Maña posteriormente se desplazaría a Barcelona, donde actuó en los teatros del Paralelo, llegando a comprar el Teatro Arnau en 1992.

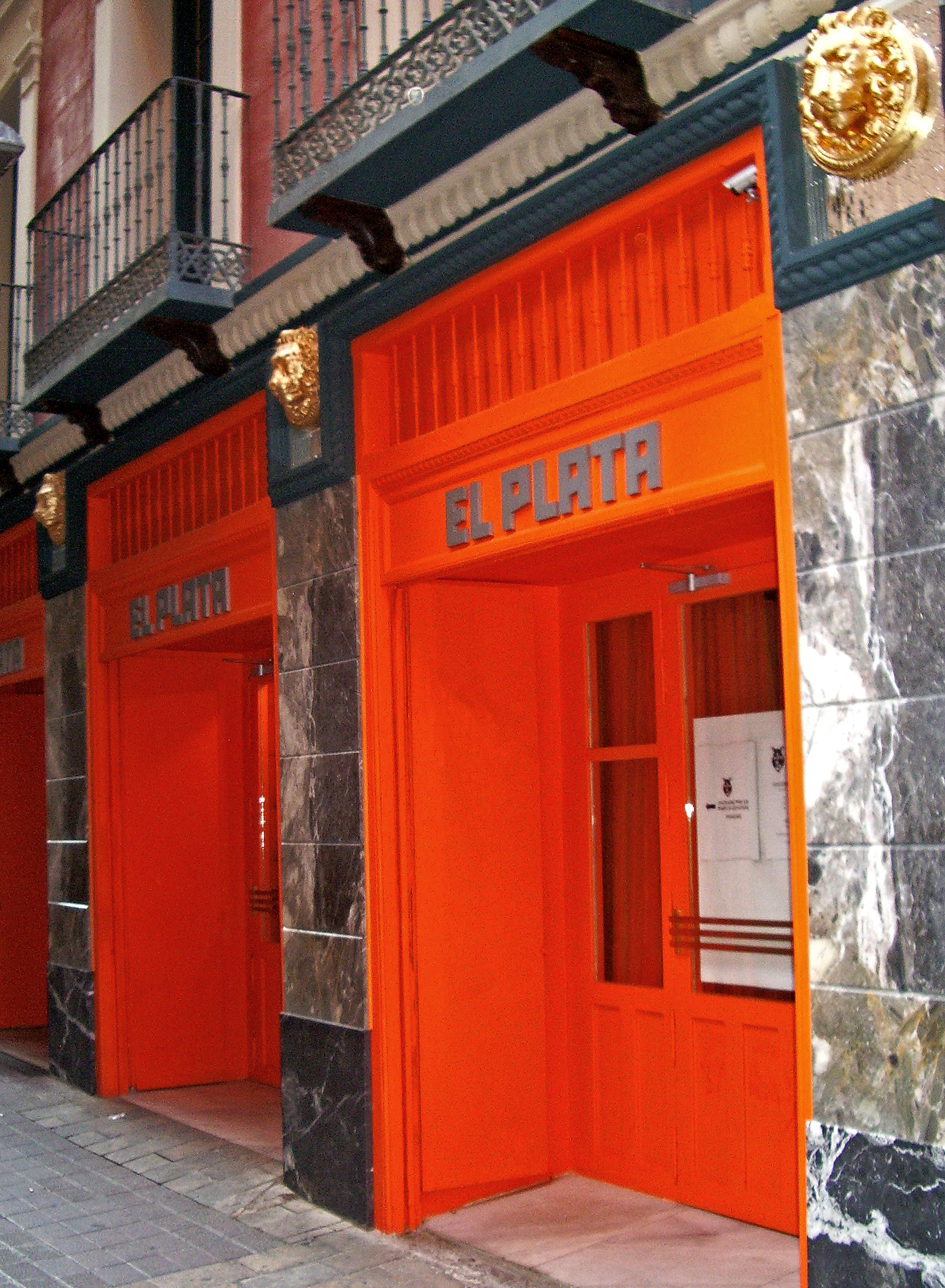
Fachada de «El Plata» en Zaragoza, considerado el último café cantante de España.

La «Edad de Oro» del cabaré en Aragón tuvo mucho que ver con el cierre de los prostíbulos por orden ministerial en 1956. Las prostitutas pasaron a ser «damas de compañía» en locales más o menos lujosos, de poca luz, con barra y algún espectáculo, en los que clientes las invitaban a beber. El primero en abrirse en la Posguerra fue el Elíseo en el paseo de Sagasta. Poco después le siguió el Pigalle, en la calle Isaac Peral, en el que actuaba Antonio Amaya, el «Gitanillo de Bronce», que inspiraba su arte en la cantante Amaya, de la que imitaba los gestos y movimientos. A finales de la década de 1950 había cinco locales: en el paseo de la Independencia se encontraba el Capri, que tuvo un tablao flamenco que se llamaba Los Mimbrales; el Rumbo se encontraba en el paseo Fernando el Católico; el Corinto, ubicado en el Coso, cerca del Teatro Principal; el Venus, en el paseo del Canal; y el Río Club, en la calle Cinco de marzo. La década de los sesenta estuvo dominada por los locales Cosmos y Cancela. Cancela se inauguró en 1962, en los números 5 y 7 de la calle Royo, cerrando en 1979. La sala Cosmos estaba frente al Teatro Principal, en la calle Coso, inaugurada el 28 de septiembre de 1962. Trajo por primera vez a Mari Carmen y sus muñecos a Zaragoza y en el local actuaron artistas como Estrellita Castro Navarrete, Mary Santpere, Antonio Machín, el «Príncipe Gitano», Luis Mariano, Conchita Márquez-Piquer, Bebé Palmer, Roberta Font o Joséphine Baker. Cerró el 28 de mayo de 1994 tras 32 años de actividad el que se consideró el mejor cabaré de España después del Pasapoga. En la década de los setenta se abrieron los locales Orquídea, en la calle San Juan de la Cruz, y Aída, fundado en 1975, en la que actuaron Antonio Molina, Tip y Coll, Ángela Carrá, Lola Flores, Mari Carmen y sus muñecos, y que es ahora una sala de fiestas. La decadencia de los cabarés coincidió con la entrada de la democracia a finales de los setenta, desapareciendo las salas o reorientando su negocio, a excepción del Plata.
Un capítulo aparte merece el Plata, el que está considerado el último café cantante de España. Fundado en 1920 como baile taxi con el nombre de La Conga, a comienzos de la década de 1940 tuvo que reorientar el negocio y convertirse en un café cantante, pasando a llamarse El Plata. Cerró el 3 de mayo de 1992, pero reabrió el 12 de junio de 2008, con un espectáculo diseñado por Bigas Luna.

### Cantautores

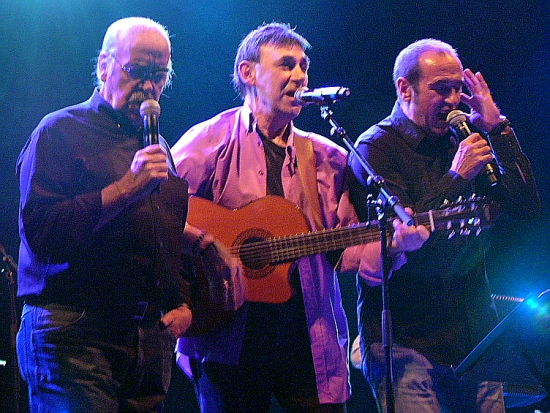
José Antonio Labordeta, izq., es autor del que se considera el himno no oficial de Aragón, el Canto a la libertad. A su derecha, Joaquín Carbonell y Eduardo Paz.

En la década de 1960, entroncando con la música popular de la II República y la Guerra Civil y recogiendo influencias de Estados Unidos y Francia, se inicia en Cataluña el movimiento de la canción protesta, que aprovecha resquicios que la censura permite para cantar temas y conflictos urbanos y rurales, e incluso sobre causas políticas, extendiéndose enseguida por el resto del país. En Aragón el movimiento comienza con recitales en el Colegio Mayor Pedro Cerbuna, donde residentes como Agustín Sánchez Vidal organizaron los primeros conciertos y conferencias sobre el tema, que incluyeron el debut de José Antonio Labordeta. También en el Paraninfo Universitario, en la Antigua Facultad de Medicina, actuaron cantautores como Raimon o Paco Ibáñez y, en Teruel, el Colegio Menor San Pablo cumplía una función similar de difusión de la canción de autor. En esos años Plácido Serrano, locutor de Radio Popular, comenzó también a organizar recitales, cuya música se difundía en la radio dentro de su programa «Alrededor del reloj».
El 6 de marzo de 1973 actúan juntos por primera vez Tomás Bosque, La Bullonera, Joaquín Carbonell, Labordeta y el grupo Renaxer durante la 1.ª Semana de Cultura Aragonesa. La Semana se repitió en diversos puntos de Aragón, contribuyendo a la creación de núcleos locales que permitieron una colaboración más estrecha entre los artistas. En noviembre de ese año se organizó el Primer encuentro de la Canción Aragonesa en el Teatro Principal en Zaragoza, con José Juan Chicón y Pilar Garzón, acontecimiento que se repite en Monzón tres meses más tarde. En mayo de 1974 se realiza la tercera edición y más tarde la cuarta, ambas en Huesca.
En 1976 José Antonio Labordeta ya era el gran representante de la música de autor aragonesa. En febrero se le hizo un homenaje en Zaragoza y en mayo fue el representante aragonés, junto con La Bullonera, en el Festival de los Pueblos Ibéricos. En Aragón la música de autor estaba muy cercana al movimiento aragonesista y tanto el homenaje a Labordeta como el Primer Congreso de Estudios Aragoneses organizado en julio de ese año en Caspe, que también incluía la música de autor entre sus actividades, tuvieron un importante carácter reivindicativo. Otro gran concierto se produjo en defensa del semanario Andalán el 16 de junio de 1978 en el Palacio de los Deportes de Montjuic, en Barcelona, ante unas 12.000 personas, participando casi todos los cantautores aragoneses.
Entre los autores, aparte de los ya mencionados, hay que recordar además al grupo Boira, pertenecientes ya a la segunda generación de cantautores, Tierra Húmeda, Daniel Pequerul, Ana Martín, Valentín Mairal y Puturrú de Fuá, formado en 1978 por Curro Fatás, Pepe Gros y Juan Manuel Labordeta, que mezclaba música y teatro, sátira surrealista e ironía baturra, con la que repasaban la actualidad política, cultural y social.
Las transformaciones sociales y políticas que representaron la Transición se llevaron por delante el movimiento de la canción protesta, que socialmente ya no era necesaria. El único superviviente fue Labordeta, que con su disco Tú y yo y los demás, volvió a tener éxito comercial en 1987, editando desde entonces discos de forma regular, el último en 2001. Carbonell abandonó a finales de la década de 1980, para volver en 1996 con su disco homenaje a Brassens, Carbonell canta a Brassens. Ambos se unieron en 2006 con Eduardo Paz para realizar la gira ¡¡Vayatrés!!.
En la década de 1990 nuevos cantautores intentaron tomar el relevo, son María José Hernández, Carlos y Alicia, Antón Abad o Paco Cuenca, pero sin gran éxito. Algo mayor fue el éxito de Gabriel Sopeña y Ángel Petisme, pero todavía lejos de lo que fueron las décadas de los sesenta y setenta.

#### Cantautores en catalán
A partir de la década de 1970, el área catalanoparlante de Aragón, la llamada Franja de Aragón, influida por el movimiento de los cantautores catalanes, la Nova Cançó, y los aragoneses, la Nueva Canción Aragonesa, comenzó a producir sus propios artistas. Sin embargo, estos cantautores tuvieron que alejarse de su área de origen, para irse a los centros de poder cultural, crítico, discográfico, etc. que eran Barcelona y Zaragoza. Es el caso de Tomás Bosque, que cantó algunos de sus temas en catalán en sus actuaciones colectivas con Labordeta, La Bullonera, Pilar Garzón, Ana Martín, Valentín Mairal, etc. Ángel Villalba se desplazó a Barcelona, participando en los Els Setze Jutges, que ayudó a crear en 1972, y en el grupo Bordó, junto con Marina Rossell y Quintín Cabrera. Excepciones fueron Antón Abad y Los Maelláns, José María Puyol y Miguel Estaña, que siguieron actuando centrados en la Franja.

### Pop-Rock

#### Los años sesenta
La música rock'n'roll llegó a Aragón a principios de la década de 1960 por varios caminos, pero los principales fueron la Base Aérea Americana de Zaragoza y las películas, sobre todo las de Elvis Presley. Su primer representante fue Rocky Kan, que trabajaba de camarero en el Club de Oficiales de la Base Americana. Rocky Kan, nacido en Sevilla, era hijo de un policía y acabó por asentarse en Zaragoza, abandonando su trabajo de camarero y dedicándose a la música. Editó su primer EP en 1961 con tres versiones de Adriano Celentano, a los que siguieron entre 1961 y 1965 seis EP más y un single.
La siguieron Baby, cuya familia regentaba un bar que frecuentaban soldados de la Base Americana, Nello, Chico Valento y Gavy Sander’s, que consiguieron, a excepción del último, contratos con grandes sellos nacionales como Belter o Columbia. Todos ellos actuaban en emisoras de radio, clubs de fiestas, entoldados de verbena, teatros y cines, consiguiendo un gran éxito nacional, e incluso provocando tumultos en Zaragoza.
A mediados de los 60 les siguió un conjunto de grupos pop que actuaban en bailes y guateques. Los más notables fueron Los Guayanes, Los Kiowas, Kurt Savoy («el Rey del Silbido»), Fantasmas Negros, Ranger Boys, Rocas Negras, Unión de Reyes, Lovers, Mercury’s, Sombras, Unkins, Los Cracks, Guitar Boys, Cisnes Negros, etc. Ninguno de ellos, a excepción de Kurt Savoy, consiguieron éxitos fuera de la región. En general, realizaban versiones de grupos internacionales como The Shadows, The Beatles, The Rolling Stones o The Animals. Hubo un gran escándalo en torno al grupo Los Cheyenes, cuyos famosos guateques, al ser desmantelados por la policía, revelaron auténticas orgías de sexo, alcohol y rock'n'roll.

#### Los años setenta
Durante la década de 1970, la música rock en Aragón dio paso a la música de los cantautores, que dominaron el panorama musical. Los únicos grupos que consiguieron mantenerse fueron Micky Mouse y Pedro Botero, aunque su fama nunca llegó a salir de las fronteras aragonesas y ni siquiera llegaron a grabar discos. Micky Mouse comenzó a tocar en la sala Chal Chal, llegando a aparecer en TVE y desapareciendo en 1979. Pedro Botero, grupo originario del barrio de Casetas, se dedicaba a tocar rock duro y sinfónico. No lograron grabar discos hasta bien entrada la década de 1980.
En 1978 tuvo lugar el primer y único festival de música punk de Zargoza, en los bajos del Mercado Central. Fueron promotores como Jaime Borobia los que poco a poco abrieron Zaragoza a las influencias de la Movida madrileña.
A finales de la década de 1970 y principios de los 80 aparecieron nuevos grupos de pop rock en Aragón. Los más prometedores fueron Alta sociedad, que tenían un sonido similar al de Mama y Nacha Pop, pero que se separó tras dos singles. Otros grupos a mencionar fueron Bawlers, con un sonido que recordaba a los Beatles; Acolla, inicialmente llamados A Colla Do Sono Eléctrica, originarios de Andorra, que promocionaban el «lignito rock»; Vam Cyborg, de sonido «cósmico» y con mucho sintetizador; Golden Zippers, rockabillies; y Curroplastic, con una vena humorística. Ninguno logró cuajar.

#### Los años ochenta
El impulso final al pop rock aragonés vino en 1982 con el I Concurso de Pop y Rock organizado por el Ayuntamiento de Zaragoza, con el que se intentaba promocionar los numerosos grupos locales que hasta el momento solamente eran conocidos a nivel de barrio. Finalmente se presentaron 39 grupos, algunos formados ad hoc, de los que se aceptaron 24. Ganaron Ferrobós y Doctor Simón y Los Enfermos Mentales. Distrito 14 sobrevivió al concurso para grabar su primer LP en 1994, diez años más tarde. Solamente dos años después, en 1984 al Ayuntamiento convocó la I Muestra de Pop Rock y otros rollos de la ciudad, en la que participaron 25.000 personas. Tocaron 51 grupos, sobre todo heavys, dando una muestra de que en Zaragoza también había «movida». La Muestra no solo se centró en la música, sino en todo aquello que se movía en trono al rock: fanzines, vídeos, discos, moda, revistas, etc. 
El Ayuntamiento también comenzó a promocionar macroconciertos en el estadio de La Romareda y otros menores en el Rincón de Goya, la Plaza de Toros y la sala El Plató, con grupos de Zaragoza y España, generándose una movida propia, aunque de menor entidad que las anteriores de Madrid, Vigo o Málaga, que no llegó a cuajar con grupos conocidos. Los principales conciertos, organizados para las fiestas de El Pilar, reunían a grandes multitudes. Los más vistos fueron los de Miguel Ríos en 1983 con 50.000 espectadores, Tina Turner y Dire Straits con 35.000, Mecano con 40.000 en 1987 y Sting con 20.000 personas en 1988. Otros grandes nombres que pasaron por Zaragoza fueron El Último de la Fila, Ray Charles, Aute, Serrat, Spandau Ballet, Radio Futura, Alaska, Víctor y Ana Belén.
También en Huesca había una buena cantidad de grupos, que llevó a la grabación del disco La Movida Rockera de Huesca en 1984, patrocinado por el Ayuntamiento. Participaron Devislay, Vade Retro, Orni y Ejercicios Espirituales. De Huesca eran Mestizos, el primer grupo aragonés que obtuvo un éxito notable a nivel nacional.
A partir de mediados de la década, se abrieron dos salas de conciertos, Metro y En Bruto, que junto con la promoción en prensa, radio, con el programa «El Selector» de Radio Zaragoza, y la celebración anual del concurso Medio Kilo de Rock, provocó que Zaragoza se convirtiese en uno de los centros musicales del país. Entre los grupos que surgieron, hubo algunos muy interesantes, que consiguieron contratos con grandes discográficas, entre los que se cuentan Héroes del Silencio, Niños del Brasil, Días de Vino y Rosas, Visitantes, El Regalo de Silvia, Especialistas, Las Novias, Dynamos. Más Birras fue el principal grupo del sello aragonés Grabaciones Interferencias, que más tarde editaría los discos de John Landis Fans, Ferrobós, Tako (de Ejea) y Los Proscritos (de Binéfar).

#### Los años noventa

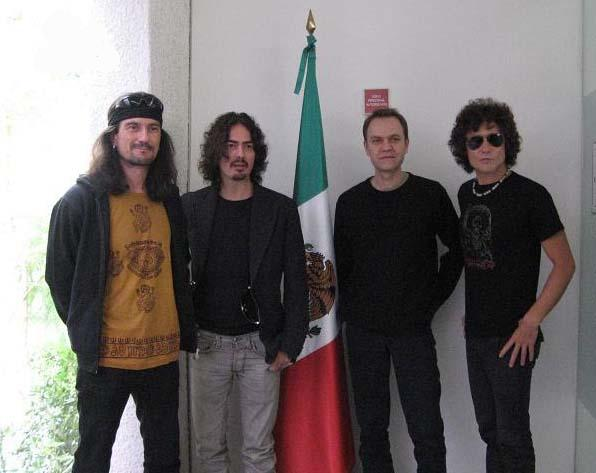
Héroes del Silencio en 2008; el grupo volvió a reunirse en 2007 para realizar una gira.

En la década de 1990 continuaron los grupos que se habían formado a finales de los ochenta, uniéndoseles otros de nuevo cuño. Los principios de la década son la de mayor esplendor de la música por rock aragonesa, publicándose solamente entre 1990 y 1992 una veintena de discos. Pero la falta de éxitos comerciales, a excepción de Héroes del Silencio, llevó a las grandes compañías musicales a ir alejándose.
Sin duda, el grupo aragonés de mayor éxito fue Héroes del Silencio, cuyo éxito avalan los 10 millones de discos vendidos en todo el mundo. Dirigidos por su cantante, Enrique Bunbury, editaron en 1988 su primer disco, El mar no cesa, del que se vendieron 150.000.  copias. Su segundo disco, Senderos de traición, vendió más de medio millón de discos, convirtiéndolos en un fenómeno de masas, extendiendo su éxito a Italia y Alemania. Siguieron otros tres discos de éxito menor, pero considerable, El espíritu del vino y Avalancha. Por roces personales entre los miembros del grupo se separaron en 1996 con su disco de despedida Parasiempre.
En 1992 se realizó un concierto para tratar de salvar al sello discográfico Interferencias, que no tuvo éxito. Se puede considerar este hecho como el fin del esplendor del pop aragonés, desapareciendo incluso el concurso Medio Kilo de Rock. De entre los grupos que editaron posteriormente a 1992 —INK, Luxury Beat, Última Cruzada, Soul Mondo, Iguana, El Bosque, Reverendos, Nexus— solamente se puede destacar a El Niño Gusano, aunque no consiguieron acercarse a las ventas de Héroes con sus escasos 3000 discos vendidos por LP.
Durante la década se continuaron los macroconciertos para las fiestas de El Pilar. Un de los principales fue el realizado por Michael Jackson el 21 de septiembre de 1996, que llegó a reunir a 40.000 personas. Fue quizás el ídolo que mayor expectación produjo en la ciudad. El año siguiente actuaron Kiss en la Plaza de Toros.
Hacia finales de la década del panorama musical aragonés vuelve a coger impulso, apoyado por multitud de bares y salas de conciertos (Concierto Sentido, Morrisey, El Sol, El Edén, Jai Alai) y concursos (Concurso Pop-Rock El Sol; Zerbuna; Bílbilis-Rock en Calatayud; Sonda, heredero de Medio Kilo de Rock; ZZ-Rock; y Mercamúsica en Ejea). Surgieron grupos como La Nube, El Polaco, N de No, Kase O, Superyó, Lengua de trapo, etc. Entre los más conocidos están Enrique Bunbury, el líder de Héroes, que se lanzó en solitario con un éxito relativo; también Juan Perro, cuya carrera se centró más en Madrid. Quizás el grupo más novedoso sea Amaral, formado por Eva Amaral y Juan Aguirre ex de Días de Vino y Rosas. Otras propuestas interesantes son Los Berzas, dignos herederos de Puturrú de Fua, Especialistas y Malamente en la provincia de Zaragoza, Less en la de Huesca y Azero en la de Teruel.

#### ElsigloXXI
En el nuevo siglo continuaron los éxitos de Enrique Bunbury y sobre todo de Amaral, con sus discos Estrella de mar (2002) y Pájaros en la cabeza (2005).

#### Rock en aragonés
La etiqueta de rock en aragonés viene usándose ocasionalmente desde la década de 1990 para referirse a la música interpretada por los grupos de rock que cantan mayoritariamente en lengua aragonesa. Los grupos suelen caracterizarse por el uso instrumental de elementos característicos del folclore aragonés, por la fusión del rock con diferentes estilos, locales o universales, y por letras en muchos casos combativas o de denuncia de situaciones globales o relativas a Aragón.
Entre los grupos más representativos se encuentran Mallacán, Prau o Esferra. Algunas bandas de rock aragonesas en castellano han utilizado el aragonés para alguna de sus canciones, como por ejemplo Ixo Rai!, Comando Cucaracha, Monaguillos sin fronteras, Skabeche o El corazón del sapo.

### Música electrónica y de baile
Aragón también es un centro importante de la «cultura dance». Su principal exponente es la discoteca Florida 135, situada en Fraga (Huesca), que atrae entre 2000 y 5000 personas todos los fines de semana, que viajan desde la vecina Cataluña, pero también desde Zaragoza, Barcelona, Valencia o Madrid, a sus 2300 m². Fundada en 1942 como sala de baile, su éxito fuera del ámbito local comenzó en 1993 con la reforma del interior, que toma el aspecto de una calle de Nueva York, y el cambio de la música pop y rock a música electrónica de baile. Por la discoteca han pasado algunos de los disyoqueis más famosos del planeta: Francesco Farfa, Laurent Garnier, etc. Otras grandes discotecas de Aragón son Coliseum en Almudévar e Imperia Drink, la más grande de Aragón con siete ambientes y 16.000 m² de jardín, a 5 km de Binéfar.
Desde 1995, los dueños de la discoteca Florida 135, la familia Arnau, organizan el Monegros Desert Festival, una macrofiesta en el desierto de los Monegros, la más importante y longeva rave de España, a la que acudieron unas 50.000 personas en 2009.

### Hip-hop
A finales de la década de 1990 despegó la subcultura del hip hop. Ha dado grupos como ¡Qué pasa!, Bufank, El abogado corrupto o Klaan, aunque sin duda los que más éxito han tenido son Violadores del Verso (Doble V). El éxito de Violadores del Verso llegó con Vivir para contarlo (2006), que vendió más de 60.000 copias. En 2007 ganaron el premio Best Spanish Act en los premios europeos de la MTV.

### Discográficas
La primera discográfica que abrió en Aragón fue Chinchecle, que se abrió a finales de la década de 1970. Editó algunos discos de Labordeta y el único de Chicotén, para cerrar poco después. A principios de la década de 1980, la tienda de discos Linacero organizó el sello discográfico Cara 2, que editó algún disco de Alta Sociedad y Golden Zippers, pero que cerró poco tiempo después. Linacero volvió a intentarlo junto con el dueño del bar Interferencias en 1987 con Grabaciones Interferencias. Solo sobrevivió cinco años, pero editó discos de Más Birras, Proscritos, Ferrobós y John Landis. Cerró en 1992 después de que un concierto organizado para salvarla fracasase. Desde entonces solo hay pequeños sellos entre los que se cuentan Sin/Con Pasiones, Grabaciones El Milagro, Kikos, Rule Records, Bailanta, SRP, De Otro Mundo, DK, Pasión, Del Amor y del Odio, A la Inversa Records Atmósfera o Raciones en el bar, y siendo los más importantes Grabaciones en el Mar y Delicias Discográficas, que desde 2008 se llama Laboratorio de Audiovisual del Ayuntamiento de Zaragoza y se encuentra en el  Centro de Historia de Zaragoza. El sello independiente zaragozano Bazofia Records, nacido en 1994 a partir del fanzine con el mismo nombre, ha editado principalmente grupos punk aragoneses, aunque posteriormente ampliaron el tipo de música y el origen de los grupos.

### Música culta
- Calahorra, Pedro (1977). La música en Zaragoza en los siglos XVI y XVII (I). Organistas, organeros y órganos. Temas aragoneses. Zaragoza: Institución Fernando el Católico.
- Revista Nassarre en la Institución Fernando el Católico

### Folclore
- Arafolk
- Enlaces de Folclore Aragonés en D'Aragón
- La música tradicional aragonesa Archivado el 21 de octubre de 2011 en Wayback Machine. en la Gran Enciclopedia Aragonesa

### Música moderna
- La voz de mi amo, blog de Matías Uribe sobre la música pop, con algunas interesantes aportaciones sobre la historia música pop de Aragón.
- Zaragoza musical 60-70, página en la que se pueden ver fotografías de grupos pop de los años 60 y 70.
- Aragón Musical

- Datos: Q6942003
- Multimedia: Music of Aragon / Q6942003